# Дара (покрајина)
Дара (арап. مُحافظة درعا‎ - Muḥāfaẓat Dar‘ā) је покрајина на југу Сирије. Покрајина се на западу граничи са покрајином Кунејтра, на југу са Јорданом, на истоку са покрајином Сувајда, а на сјеверу са покрајинама Дамаск. Административно сједиште покрајине је град Дара.
Други већи градови су Санамејн и Изра.

## Окрузи покрајине
Окрузи носе имена по својим својим административним сједиштима, а покрајина Дара их има 3 и то су:
- Дара
- Изра
- Санамејн